# Les Saignantes
Pour plus de détails, voir Fiche technique et Distribution.

Les Saignantes est un film franco-camerounais réalisé par Jean-Pierre Bekolo en 2005.

## Fiche technique
- Titre : Les Saignantes
- Titre international : The Bloodettes
- Réalisation, production et scénario : Jean-Pierre Bekolo
- Durée : 92 minutes
- Tournage : 2005
- Date de sortie : France :20 mai 2009
- Pays de production :  France,  Cameroun

## Distribution
- Emil Abossolo-Mbo
- Adèle Ado
- Louis-Balthazar Amadangoleda
- Dorylia Calmel
- Essindi Mindja
- Josephine Ndagnou

## Distinctions
- 2007 : Prix au Festival panafricain du cinéma et de la télévision de Ouagadougou
  - Étalon d'argent de Yennenga
  - Prix de la meilleure interprétation féminine pour Adèle Ado et Dorylia Calmel[1]